# Flughafen Penticton

i7
i11
i13
Der Flughafen Penticton (auch Penticton Regional Airport) (IATA: YYF; ICAO: CYYF) ist ein Flughafen im Süden der kanadischen Provinz British Columbia. Er liegt etwa fünf Kilometer südsüdwestlich des Stadtzentrums von Penticton und nur durch den Highway 97 getrennt nördlich des Skaha Lake. Westlich des Platzes verläuft der hier kanalisierte Okanogan River.
Da der Platz durch Nav Canada als Airport of Entry klassifiziert ist und dort Beamte der Canada Border Services Agency (CBSA) stationiert sind, ist hier eine Einreise aus dem Ausland zulässig.
Der Flughafen gehört Transport Canada und wird durch diese Bundesbehörde betrieben.

## Geschichte
Ursprünglich Siedlungsgebiet der First Nations vom Volk der Okanagan wurden Teile ihres Gebietes 1939 enteignet, um hier einen Notlandeplatz einzurichten. Am 2. Mai 1941 landete hier das erste Flugzeug. Die Fläche des Notlandeplatzes wurde nach dem Krieg durch Kauf erweitert und mit befristeten Lizenzen als Flughafen betrieben. 1954 erhielt der Flughafen eine dauerhafte Lizenz. Das Verfahren zur Übergabe des Flughafens von Transport Canada an die Gemeinde Penticton wurde, nach Protesten der First Nations auf Grund von umstrittenen Rechten am Grundbesitz, im Jahr 2011 abgebrochen.

## Start- und Landebahn
- Landebahn 16/34, Länge 1585 m, Breite 61 m, Asphalt[4]

## Flugverbindungen
Vom Flughafen Penticton aus werden regelmäßig Vancouver und Calgary sowie saisonal auch Edmonton angeflogen (Stand 23. März 2022). Die Gesellschaften, die den Platz regelmäßig anfliegen, sind Air Canada Express, Cascadia Air, Pacific Coastal Airlines und WestJet Encore.

## Zwischenfälle
Am 22. Dezember 1950 wurde eine Douglas DC-3/C-47A-20-DK der kanadischen Canadian Pacific Air Lines (Luftfahrzeugkennzeichen CF-CUF) 26 Kilometer nördlich von Penticton (British Columbia, Kanada) ins Gelände geflogen. Das Flugzeug kam vom 260 Kilometer westlich gelegenen Flughafen Vancouver, als die Piloten die Mindestflughöhe unterschritten und in den 1576 Meter hohen Okanagan Mountain flogen. Durch einen zu steilen Sinkflug kollidierte die Maschine dabei im Anflug auf den Flughafen Penticton mit Bäumen und wurde weitgehend zerstört. Dennoch überlebten 16 der 18 Insassen den Unfall. Allerdings wurden bei diesem CFIT (Controlled flight into terrain) beide Piloten getötet.